# Baños de Catillo
Las termas de Catillo son manantiales termales ubicados en la Región del Maule utilizados para fines medicinales y turísticos.

## Ubicación
Las termas están ubicadas al sureste de Parral. Ver también mapa de la zona del IGM de 1950 con una escala de 1:250000 .

## Historia
Francisco Solano Asta-Buruaga y Cienfuegos escribe sobre el lugar en su Diccionario Geográfico de la República de Chile de 1899:: 135 
Catillo (Baños de).-—Aguas termales del departamento de Parral, situadas en la banda sur del riachuelo de su nombre á 18 kilómetros al SE. de la ciudad capital. Brotan de la base norte de unas colinas medianas por entre rocas areniscas á la altitud de 350 metros. Sus principales manantiales son los llamados Pozo del Angel con temperatura de 36º centígrados y Pozo de San Juan de Dios con dos ó tres grados menos caliente. Sus aguas son diáfanas, desabridas y saturadas de un gas sin olor ni color, y contienen sulfatos de soda y cal, cloruros de sodio y magnesio, carbonato de cal, hierro, sílice, &c. Se recomiendan principalmente para enfermedades del estómago y cutaneas. En su derredor se ha formado un caserío con regulares comodidades como establecimiento balneario. El riachuelo es de poco caudal y de unos 30 kilómetros de curso; nace en las últimas faldas de los Andes, y muere en la derecha del rio Perquilauquén á ocho ó diez kilómetros hacia el O. de los baños. Se encuentran conocidos desde los últimos años del pasado siglo. El nombre es diminutivo del río Cato.
Luis Risopatrón lo describe en su Diccionario Jeográfico de Chile de 1924:: 160 
Catillo (Baños de) 36° 15' 71° 34'. De aguas diáfanas, desabridas, que desarrollan un gas sin olor ni color, que apaga los cuerpos en combustión, con sulfatos de soda i cal, cloruros de sodio i magnesio, carbonato de cal, hierro, sílice etc, brotan con 36° C de temperatura, a 350 m de altitud, en medio de unas colinas bajas, redondeadas, de arenisca terciaria, al pié del cerro Castillo, a unos 28 kilómetros hacia el SE de la ciudad de Parral; se conocen desde los últimos años del siglo XVIII, se recomiendan para el tratamiento de las enfermedades del estómago i cutáneas i en su derredor se ha formado un caserío, con regulares comodidades como establecimiento balneario, que cuenta con servicio de telégrafos, para comunicarse con el resto del pais. 61, XXXIX, p. 262; 63, p. 356; 85, p. 151; 155, p. 135; i 156; aguas minerales de las termas en 65, p. 494; lugarejo en 68, p. 59; í aldea en 101, p. 701; i termas Baños de Gatillo en 68, p. 36.